# Asterophysus batrachus
Asterophysus batrachus — єдиний вид роду Asterophysus з підродини Auchenipterinae родини Auchenipteridae ряду сомоподібних.

## Опис
Загальна довжина досягає 25 см. Голова помірного розміру, нагадує ропуху. Паща величезна. Очі невеличкі. Вуси доволі короткі. Тулуб кремезний, подовжений, вкрито горбиками. Спинний плавець високий, з короткою основою. Хвіст витягнутий.

## Спосіб життя
Воліє прісних вод. Цей сом активний у присмерку або вночі. Доволі хижа риба, що хапає усе що може проковтнути. Живляться водними безхребетними та дрібною рибою.

## Розповсюдження
Мешкає в басейні Амазонки та Ріу-Неґру (Венесуела і Бразилія).